# Diskay Lenke
Diskay Lenke, asszonynevén Varga Hajdú Istvánné; (Kiskundorozsma, 1924. augusztus 22. – Budapest, 1980. december 13.) magyar grafikus, az ex libris műfajának egyik legkiválóbb hazai művelője. Kitűnt ötletességével és  formakincsének nagy változatosságával. Főként fa- és linómetszetben dolgozott. Varga Hajdú István festő, grafikus (1920-1981) felesége volt.

## Életpályája
Diskay Lenke a középiskoláit Szegeden végezte el. Bár 1942-ben kezdte meg tanulmányait a Képzőművészeti Főiskolán, ám csupán 1949-ben szerzett diplomát grafika szakon. Mestere Varga Nándor Lajos volt. Ezután pedagógusként dolgozott. 1954-ben vett részt először kiállításon (a Nyári Tárlaton). 1959-től a Fiatal Képzőművészek Stúdiója kiállításának és 1960-tól számos neves kollektív tárlatnak állandó résztvevője volt. Később férjével, Varga-Hajdu István grafikussal rendezett több közös tárlatot. 

## Díjai, elismerései
- 1968-ban a Comóban megrendezett ex libris pályázaton harmadik helyezést kapott;
- 1968-ban Magyarországon megnyerte a Bartók emlékpályázat első díját;
- 1971-ben a Keszthelyi Kisgrafikai Biennálén kitüntetésben részesült;
- 1972-ben Helsingörben nyert díjat egy pályázaton.

## Egyéni kiállításai
- 1959 - Első önálló kiállítása Budapesten a Május 1. Mozi előcsarnokában volt.
- 1967 • Országos Széchenyi Könyvtár, Budapest • Fényes Adolf Terem, Budapest
- 1968 • Kaposvár • Como
- 1969 • Pécs
- 1970 • Hódmezővásárhely
- 1971 • Szeged
- 1975 • Veszprém
- 1977 • Kulturális Kapcsolatok Intézete, Budapest (gyűjt., kat.) • Művelődési Központ, Érd
- 1980 • Kiskunmajsa
- 1982 • Erzsébetvárosi Galéria, Budapest
- 1999 • Országos Széchenyi Könyvtár, Budapest.

## Részvétele csoportos kiállításokon (válogatás)
- 1964 • Hamburg
- 1966 • Krakkó
- 1968 • Como
- 1969 • Milánó
- 1970 • Budapest
- 1971 • Stockholm • Nápoly
- 1972 • Tokió • Bécs
- 1973 • Róma
- 1976 • Freiburg
- 1977 • Besztercebánya